# Arthur Downes

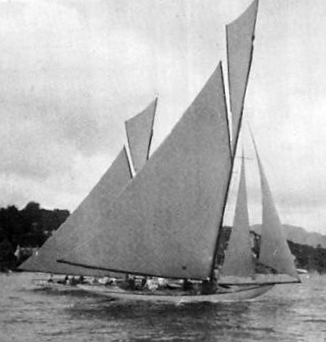
Competició de vela durant els Jocs Olímpics d'estiu de 1908.

Arthur Drummond Downes (Glasgow, 23 de febrer de 1883 - Helensburgh, Argyll and Bute, 12 de setembre de 1956) va ser un regatista escocès que va competir a començaments del segle xx. Era germà del també regatista Henry Downes.
El 1908 va prendre part en els Jocs Olímpics de Londres, on va guanyar la medalla d'or en la categoria de 12 metres del programa de vela com a membre de la tripulació de l'Hera.